# Konsorcjum Ameryki Łacińskiej do spraw Wolności Religijnej
Konsorcjum Ameryki Łacińskiej do spraw Wolności Religijnej (Consorcio Latinoamericano de Libertad Religiosa - CLLR) 

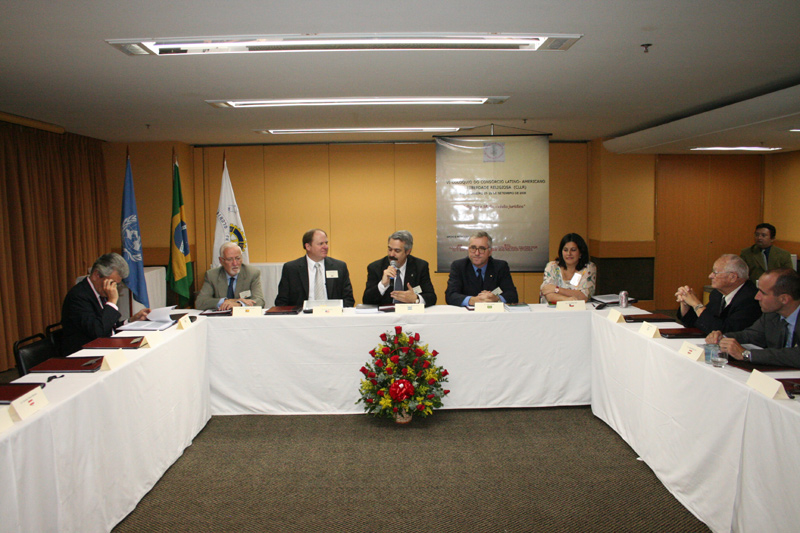
VI CLLR - Rio de Janeiro

## Historia powstania konsorcjum
Powstało w Limie (Peru) 22 września 2000 jako Stowarzyszenie na skutek Kongresu, poświęconemu wolności religijnej, który miał miejsce na Uniwersytecie Katolickim w Peru. Celem generalnym Konsorcjum jest stworzenie forum prawników, specjalistów z prawa konstytucyjnego e kanonicznego, które zajmowałoby się refleksją, badaniem i promocją praw, dotyczących wolności religijnej e relacji prawnych między Państwem a Kościołem. Także celem tegoż Stowarzyszenia jest ujednolicenie kontynentalne praw co do kryteriów prawnych, dotyczących wolności religijnej.
Członkowie tej organizacji są przedstawicielami różnych wyznań religijnych z krajów Ameryki Łacińskiej. Teren działalności obejmuje całą Amerykę Łacińską: od Meksyku po Ziemię Ognistą. Aby osiągnąć swoje cele, zajmuje się organizowaniem współpracy pomiędzy uniwersytetami i innymi instytucjami akademickimi, działającymi na polu prawa cywilnego i kościelnego. Członkowie Stowarzyszenia spotykają się corocznie na forum akademickim, każdorazowo w innym kraju tegoż regionu.

## Ostatnie Seminaria CLLR
- II Seminarium: Objeción de conciencia, Chile 2002.
- III Seminarium: La libertad religiosa en la sociedadplural de América latina, Buenos Aires, Argentyna 2003.
- IV Seminarium: La presencia de lo religioso en el ámbito público, Chile, 12-13 sierpnia 2004. ISBN 956-14-0857-0
- V Seminarium: Actualidad y Retos del Derecho Eclesiástico del Estado en Latinoamérica, Meksyk, 17-19 listopada 2005.
- VI Seminarium: Religiões e mídia - visão jurídica, Rio de Janeiro, Brazylia, 27-29 września 2006.
- VII Seminarium: Efectos civiles de los matrimonios religiosos en el contexto de la libertad religiosa, Bogota, Kolumbia, 25-27 października 2007.
- VIII Seminarium: Asistencia religiosa en las Fuerzas Armadas y de Seguridad, Buenos Aires, Argentyna, 30.04-01.05 2008.

## Członkowie

### Argentyna
- Juan Gregorio Navarro Floria - Prezydent
- Carlos Baccioli
- Roberto Bosca
- Alejandro Bunge
- Ariel Busso
- Octavio Lo Prete
- Norberto Padilla
- Hugon von Ustinov

### Brazylia
- Adam Kowalik (pallotyn)

### Chile

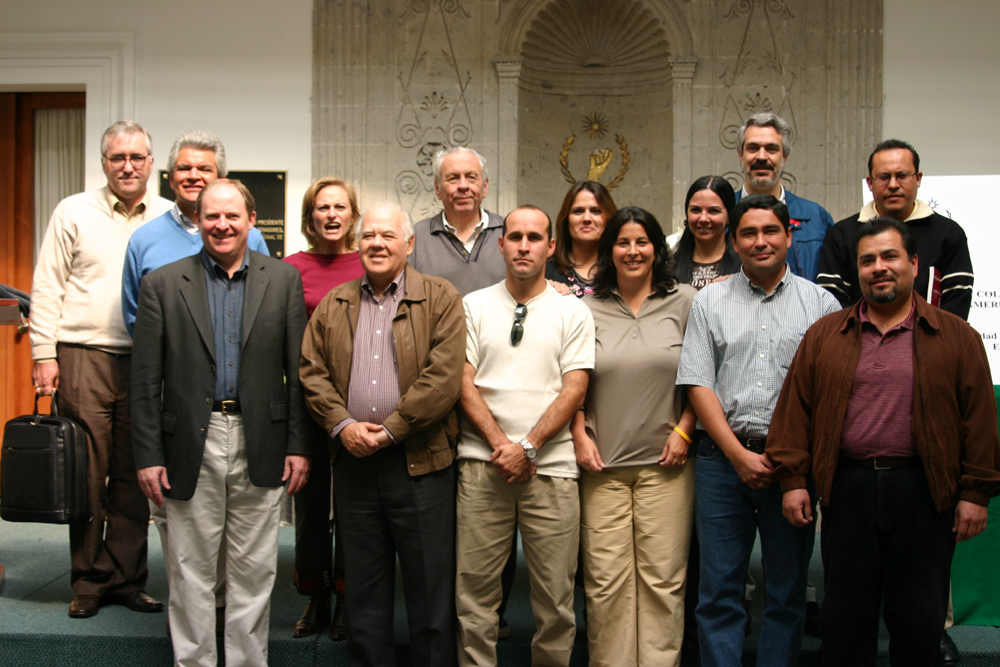
V CLLR - Meksyk

- Ana Mária Celis - Secretaria
- Carmen Domingues
- Valeria López
- María Elena Pimstein
- Jorge Precht
- Carlos Salinas

### Columbia
- Carlos Angarita
- Sergio González
- David Lara
- Vicente Pireto

### Meksyk
- Alvaro Castro
- Raúl González
- José Luis Soberanes
- Horacio Aguilar

### Peru
- Carlos Valderrama
- Cecilia Quintana
- José Antonio Calvi
- Gonsalo Flores
- Juan José Ruda

### Urugwaj
- Carmen Asiaín

### USA
- Isaacson Scott E., - członek nadzwyczajny

## Linki zewnętrzne

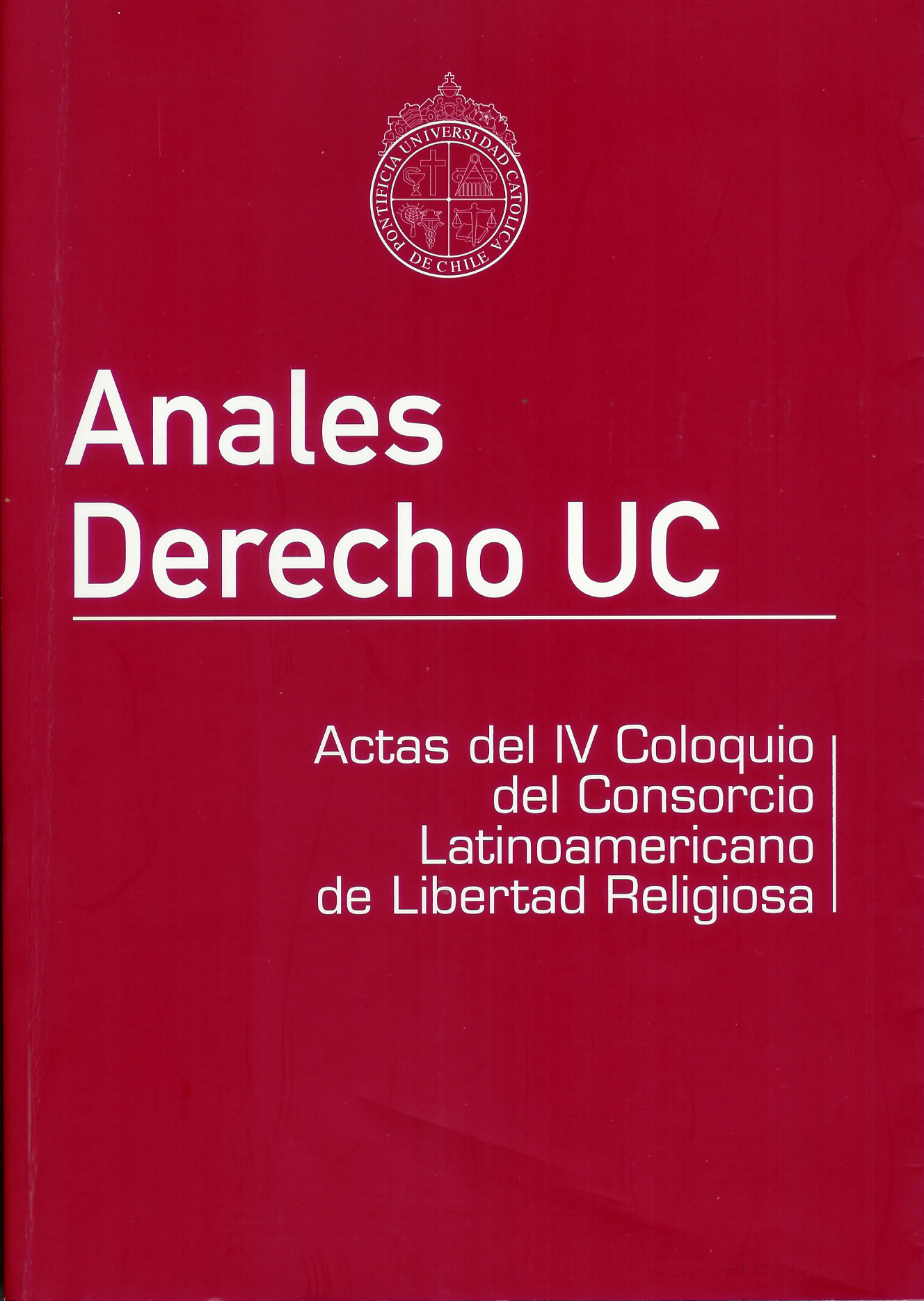
IV CLLR
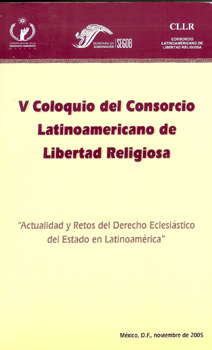
V CLLR